# Nikolaikirche (Stettin)
Die Nikolaikirche war eine der vier Pfarrkirchen im mittelalterlichen Stettin und wurde im 14. Jahrhundert erbaut. Im Jahre 1811 zerstörte ein Feuer das Gotteshaus.

## Die Kirche
Die Nikolaikirche stand am Stettiner Heumarkt (heute polnisch: Rynek Sienny) neben dem Alten Rathaus (heute Stadtmuseum). Sie wurde 1335 unter dem pommerschen Herzog Otto I. von Kaufleuten und Seefahrenden, die in der Oderstraße und deren Umgebung wohnten, gestiftet und errichtet.
Der Grundstein zu einem Kirchturm wurde am 26. April 1576 gelegt. 1677 wurde er während der Belagerung schwer beschädigt, konnte jedoch wiederhergestellt werden.
Während der Zeit der Napoleonischen Besatzung diente die Kirche als Magazin der Truppen. In der Nacht vom 9. zum 10. Dezember 1811 wurde sie gänzlich eingeäschert.

## Die Kirchengemeinde
Das ius patronatus der Nikolaikirche hatte ehemals das Jungfrauenkloster inne, vor 1945 nahm es dann der Magistrat der Stadt Stettin wahr. Seit der Einführung der Reformation in Pommern im Jahre 1534 war die Nikolaikirche ein evangelisches Gotteshaus. Zwei Geistliche taten hier miteinander ihren Dienst.
Nach der Zerstörung der Kirche wurde die Nikolaikirchengemeinde ab Ostern 1817 mit der Johanniskirchengemeinde fusioniert. Die Nikolai-Johannis-Gemeinde (so ihre offizielle Bezeichnung) gehörte bis 1945 zum Kirchenkreis Stettin-Stadt in der Kirchenprovinz Pommern der Kirche der Altpreußischen Union. Im Jahre 1940 zählte sie 16.918 Gemeindeglieder.

### Pfarrer
Von der Reformation bis zum Ende der Nikolaikirche waren hier als Pfarrer tätig:
- Nikolaus von Hoffe, bis 1535
- Nikolaus Hövisch, 1535–1541
- Bernhard Strohschneider, ab 1542
- Johann Granow, bis 1562
- Johann Blenno, 1570–1609
- Peter Hartmann, bis 1575
- Martin Friese, 1576–1592
- Lukas Tabbert, 1593–1606
- Christoph Butelius, 1607–1611
- Faustin Blenno, 1607–1641
- Friedrich Faber, 1611–1626
- Ernst Hettenbach, 1617–1624
- Samuel Fuchs
- Theodor Schambach, 1642–1646
- Joachim Utecht, 1646–1666
- Christian Groß, 1645–1650
- Ludwig Jakobi, bis 1669
- Friedrich Cremer, 1669–1680
- Konrad Tiburtius Rango, 1680–1689
- Philipp Palow, 1690–1702
- Friedrich Fabricius, 1667–1703
- Johann Golitz, 1703–1722
- Balthasar Bleccius, 1704–1719
- Jakob Degener, 1720–1724
- David Schumacher, 1722–1732
- Joachim Sander, 1725–1767
- Wilhelm Christoph Hasselbach, ab 1734
- Heinrich Amandus Wüstenberg,
1741–1773
- Friedrich Sander, 1765–1786
- Johann Christoph Pfennig, 1786–1804
- Michael Gottlieb Brunnemann,
1786–1811
- Johann Friedrich Schorse, 1801–1811

### Kirchenbücher
Aus der Zeit der Nikolaikirche haben sich zahlreiche Kirchenbücher erhalten, beginnend ab dem Jahre 1618. Sie wurden nach 1817 gemeinsam mit denen der Johannisgemeinde geführt. Die Kirchenbücher werden im Evangelischen Zentralarchiv in Berlin-Kreuzberg aufbewahrt.